# Charles Louis Fleischmann
Charles Louis Fleischmann (3. listopadu 1835 Krnov – 10. prosince 1897) byl inovativním výrobcem kvasinek a jiných potravinářských výrobků během 19. století. Na konci šedesátých let vytvořil spolu se svým bratrem Maximiliánem první komerčně vyráběné kvasinky v Americe, což umožnilo dnešní hromadnou výrobu a spotřebu chleba .

## Život a práce
Charles Fleischmann byl synem Aloise (Abrahama) Fleischmanna majitele židovského lihovaru a výrobce kvasinek. Studoval v Budapešti, Vídni a v Praze. Považoval se za Maďara. V New Yorku se oženil Henriettou Robertson.  Ve Vídni vedl lihovar, který vyráběl lihoviny a kvasnice. V roce 1865 Fleischmann odešel do Spojených států. Byl zklamaný kvalitou místně pečeného chleba v oblasti Cincinnati v Ohiu. Společně s obchodním partnerem založili v roce 1868 firmu Fleischmann Yeast Company. 
V roce 1876 na Světové výstavě ve Philadelphii vystavil chleba: Vienna Bakery, který mu přinesl mezinárodní publicitu a expanzi prodeje kvasinek.
Společnost stále existuje jako výrobce kvasinek a dalších produktů založených ve St. Louis. Společnost Fleischmann Yeast Company se nakonec stala předním výrobcem kvasinek na světě a druhým největším výrobcem octa . Byl to také komerční výrobce ginu.
Charles Fleischmann je zodpovědný za četné mechanické patenty týkající se strojů na výrobu kvasinek. Zemřel v roce 1897. Jeho syn Julius Fleischmann byl později starostou Cincinnati.
Charles Fleischmann byl uveden do Americké společnosti pekařské síně slávy 3. března 2008 na výročním zasedání Společnosti v Chicagu v Illinois.